# Muara Punjung
Muara Punjung is een bestuurslaag in het regentschap Musi Banyuasin van de provincie Zuid-Sumatra, Indonesië. Muara Punjung telt 1235 inwoners (volkstelling 2010).